# روبرت فون گرایم
روبرْت ریتر فون گرایم (به آلمانی: Robert Ritter von Greim) (۲۲ ژوئن ۱۸۹۲ – ۲۴ مه ۱۹۴۵) نظامی بلندپایه و فیلدمارشال آلمانی در دوره رایش سوم بود. او آخرین فرمانده کل لوفت‌وافه در جنگ جهانی دوم بود.
ترفیع درجات:
- ۱ فوریه ۱۹۳۸: سرتیپ
- ۱ ژانویه ۱۹۴۰: سرلشکر
- ۱۹ ژوئیه ۱۹۴۰: سپهبد (ژنرال نیروهای پرنده)
- ۱۶ فوریه ۱۹۴۳: ارتشبد
- ۲۶ آوریل ۱۹۴۵: فیلدمارشال